# Eclissi solare del 3 gennaio 1946
L'Eclissi solare del 3 gennaio 1946 è stato un evento astronomico che ha avuto luogo il suddetto giorno attorno alle ore 12:16 UTC. Tale evento ha avuto luogo in tutta l'Antartide e in alcune aree circostanti. L'eclissi del 3 gennaio 1946 è stata la prima eclissi solare nel 1946 e la 106ª nel XX secolo. La precedente eclissi solare si è verificata il 9 luglio 1945, la seguente il 30 maggio 1946.
Solitamente avvengono due eclissi solari ogni anno; nel 1946 ne sono avvenute quattro, tutte eclissi solari parziali. 
Il giorno della luna nuova (novilunio), la differenza tra le distanze apparenti di luna e sole osservate sulla terra è estremamente piccola. In tale momento, se la luna si trova in prossimità del nodo lunare, cioè uno dei due punti in cui la sua orbita interseca l'eclittica, si verifica un'eclissi solare. Quando vi è assenza di ombra e la penombra raggiunge parte dell'estremità settentrionale o meridionale della terra, si verifica un'eclissi solare parziale, che si verifica quindi presso le regioni polari della Terra. 

## Percorso e visibilità
Questa eclissi solare parziale poteva essere vista in tutta l'Antartide, alla punta meridionale del Cile, alla punta meridionale dell'Argentina e alle isole Kerguelen.

## Eclissi correlate

### Eclissi solari 1942 - 1946
Questa eclissi è un membro di una serie semestrale. Un'eclissi in una serie semestrale di eclissi solari si ripete approssimativamente ogni 177 giorni e 4 ore (un semestre) in nodi alternati dell'orbita della Luna.